# S-kurva (biologi)

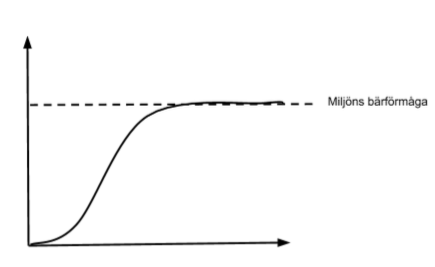
S-kurva

S-kurva menar inom biologin en tillväxt av en art, ofta uttryckt som enheter av tid. S-kurvan är den klassiska och mer vanliga varianten. Populationen ökar enligt kurvan och visas till antal under en viss tid. I den klassiska S-kurvan ökar populationen enligt en exponentiell funktion med en successiv avsmalning då den närmar sig miljöns bärförmåga. Avsmalningen uppstår när populationen av nya individer avtar. Vid denna tidpunkt är tillväxten långsam eller försumbar.
Att följa en S-kurva anses vara ideal-fallet. Exempel på däggdjur som följer en S-formad tillväxtkurva är hjortdjur
Vissa arter följer inte S-kurvan utan de följer J-kurvan.